# هيروكي هاتوري
هيروكي هاتوري (باليابانية: 服部 浩紀) (30 أغسطس 1971 في مايه-باشي في اليابان – )؛ هو لاعب كرة قدم ياباني سابق كان يلعب كمهاجم.

## روابط خارجية
- هيروكي هاتوري على موقع رابطة كرة القدم اليابانية للمحترفين (اليابانية)
- هيروكي هاتوري على موقع قاعدة بيانات كرة القدم.إي يو (الإنجليزية)
- هيروكي هاتوري على موقع Soccerway.com (الإنجليزية)
- هيروكي هاتوري على موقع عالم كرة القدم.نت (الإنجليزية)